# Veritas Panciu
Veritas Panciu este o companie producătoare de vinuri din România. 
Compania deține 1.360 de hectare, dintre care 900 sunt cultivate cu viță-de-vie, iar restul - cu livezi și alte culturi.
Compania deține trei sortimente de vinuri spumante, respectiv Panciu, Veritas Panciu și Ștefan cel Mare, și trei sortimente de vin liniștit - Doctor Pușcă, Vinul Răzeșilor și Curtea Domnească.
Cifra de afaceri în 2007: 10 milioane Euro